# Papuacedrus papuana
Papuacedrus papuana là một loài thực vật hạt trần trong họ Cupressaceae. Loài này được F.Muell. H.L.Li mô tả khoa học đầu tiên năm 1953.